# Maria Schutz
Maria Schutz ist ein Wallfahrtsort im Semmeringgebiet in Niederösterreich und gehört als Ortsteil zur Ortschaft Göstritz in der Marktgemeinde Schottwien im Bezirk Neunkirchen.

## Geographie

### Lage
Das Dorf liegt im südlichen Niederösterreich etwa drei Kilometer vor dem Semmering-Pass auf 760 m ü. A. am Fuß des Sonnwendstein (1523 m ü. A.).
Der Ort ist über eine Landesstraße, die alte Semmeringstraße (Landesstraße L 4168, ehem. B 306 Semmering Ersatzstraße), erreichbar, die von der Semmering Schnellstraße S 6 abzweigt, und von Schottwien über Göstritz und Maria Schutz wieder an die S 6 bei Greis führt.

### Nachbarorte
|       | Schottwien                                  |                                |
| Greis | Kompassrose, die auf Nachbargemeinden zeigt | Göstritz                       |
|       |                                             | Hinterotter (Gem. Trattenbach) |

## Geschichte
Maria Schutz ist der größte Marien-Wallfahrtsort im südlichen Niederösterreich.
Die erste Kapelle wurde 1721 erbaut und bekam ihren Namen von dem Franziskaner Benignus Seyfried aus Mürzzuschlag.
Der Legende nach sollen Pestkranke aus Schottwien sie nach ihrer Heilung durch das heilig Bründl errichtet haben. Diese Quelle entspringt heute noch hinter dem Hauptaltar der Wallfahrtskirche.
Ein Neubau der Wallfahrtskirche erfolgte 1728. Die Grundsteinlegung erfolgte durch den Reichsgrafen Joseph Leopold Julius von Walsegg-Stuppach. 1783 erhob Joseph II. sie zur Pfarrkirche.
Ein Brand zerstörte 1826 Glocken und Zwiebeltürme der Kirche. Ein Erdbeben im Semmeringgebiet 1837 beschädigte Kirche und Pfarrhof stark. Im Jahr 1840 übernahm Fürst Alois von Liechtenstein das Patronat über den Wallfahrtsort.
1925 gründeten die Passionisten ein Kloster und übernahmen die Wallfahrtskirche.
Am Nachmittag des 7. April 1945, ein Monat vor dem Ende des Zweiten Weltkrieges, wurde Maria Schutz von der Roten Armee besetzt. Die in der Gegend stationierten Alarmeinheiten der deutschen Wehrmacht, die später Teil der deutschen 9. Gebirgs-Division wurden, vertrieben die Sowjet-Soldaten in einem Gegenangriff am 8. April wieder. Das Gebiet rund um Kirche und Kloster wurde bis zu Kriegsende von der sowjetischen Infanterie nicht mehr angegriffen und von den Wehrmachtssoldaten stützpunktartig verteidigt.

## Kultur und Sehenswürdigkeiten

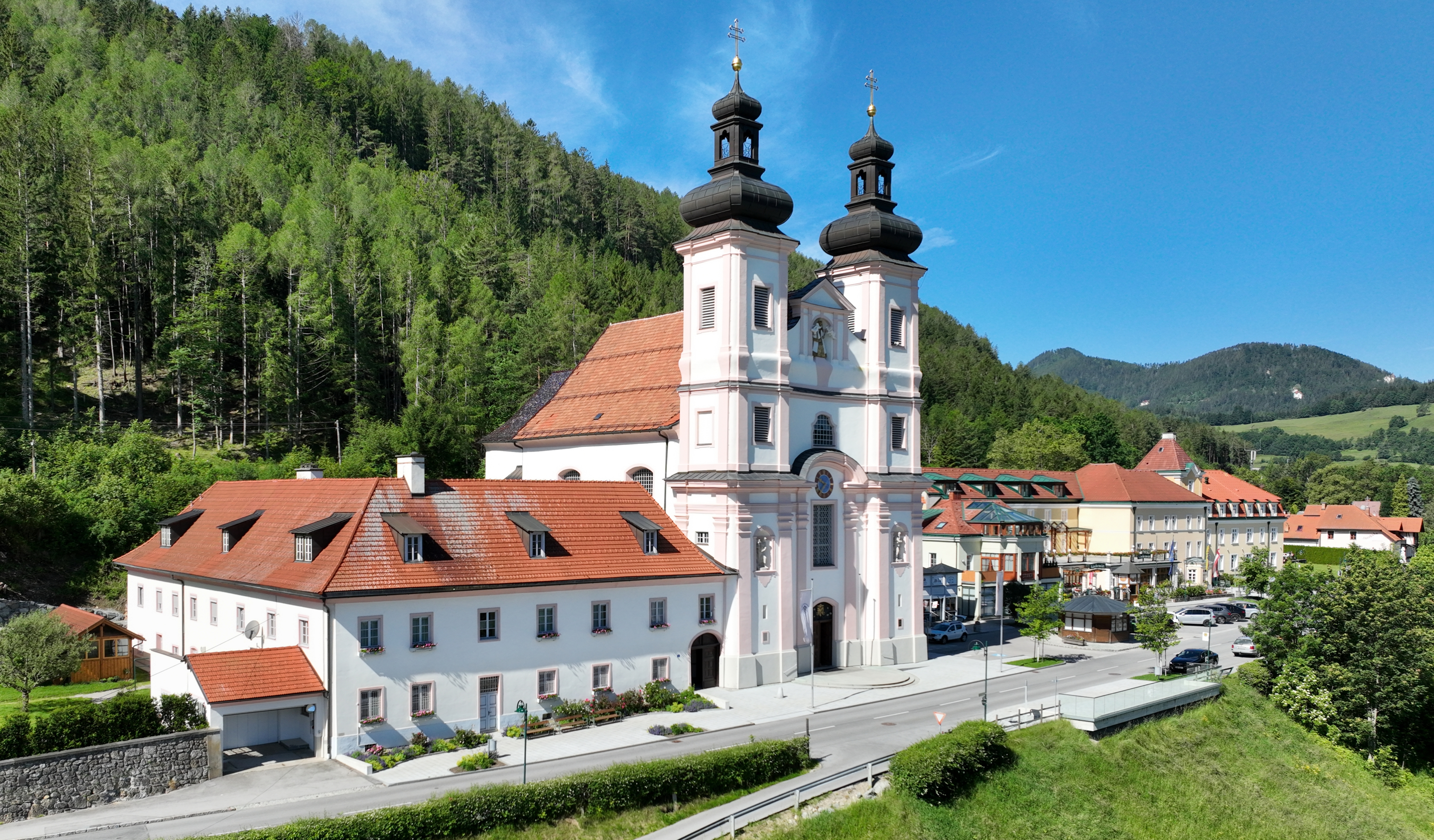
Zentrum von Maria Schutz mit der Kloster- und Wallfahrtskirche

- Wallfahrtskirche Maria Schutz
- Kloster Maria Schutz

## Persönlichkeiten

### Söhne und Töchter des Ortes
- Adrienne Gessner (eigentlich Adrienne Geiringer) (1896–1987), Schauspielerin
- Charlotte Seidl (* 1948) Bildhauerin und Keramikkünstlerin

### Personen mit Bezug zum Ort
- Franz von Rziha (1831–1897) in Maria Schutz verstorben, Eisenbahn- und Tunnelbauer, u. a. Semmeringbahn
- Achilles Thommen (1832–1893) in Maria Schutz verstorben, Ingenieur für Eisenbahnen